# Споменик природе Шума Јунаковић
Споменик природе Шума Јунаковић је подручје шуме Јунаковић које је стављено под заштиту 1983. године. Заузима површину од 218,60 ха и налази се у непосредној близини Бање Јунаковић, у северозападној Бачкој, између Апатина и Пригревице.

## Локација
Шума Јунаковић се налази у непосредној близини Бање Јунаковић, која је изграђена на самом њеном ободу. Бања Јунаковић је једно од савремених и опремљених бањско-туристичких средишта Војводине и Србије, те су чести посетиоци и Шуме Јунаковић туристи који одседају у бањи. Кроз шуму води уређена стаза за шетњу дужине 800 м, која заједно са уређеним шумским просецима служи за рекреацију.

## Споменик природе
Шума представља очувани шумски комплекс храстових и багремових састојина које својим особинама обезбедјују заштиту термалних изворишта бањског комплекса. Поред заштитне улоге, служи и за рехабилитацију и спортско – рекреативне активности гостију Бање, као и за остале посетиоце, током целе године.
Шума Јунаковић се истиче због очуваних старих стабала храста лужњака (Quercus robur) природног порекла. 
Поред храста лужњака доминирају још и багрем, амерички јасен и црни орах. Спрат жбуња је такође веома развијен и богат врстама: свибовина, дрен, калина, купина и многе друге.
Шума је точиште многих врста животиња, посебно птица и сисара заштићених као природне реткости: црна рода (Ciconia nigra) – једно активно гнездо, ласица (Mustela nivalis), хермелин (Mustela erminea), јазавац (Meles meles) и друге угрожене врсте као и дивљач (дивља свиња, јеленска дивљач). Поред њих ту су још: фазан, пољска јаребица, лисица, зец и др.

## Управљач
Споменик природе Шума Јунаковић је поверен на управљање Јавном предузећу „Војводинашуме“, ШГ "Сомбор", Апатин.